# 처음듣는 라디오 양일웅입니다
《처음듣는 라디오 양일웅입니다》는 대한민국의 방송사 KFN 라디오에서 방송하는 라디오 음악 전문 프로그램이다.

## 역사
2019년 4월 8일에 신설하였다.

## 코너 소개

### 주요코너
- 오늘의 기상송 - 아직 잠자리에서 일어나지 못하셨다면 오늘의 기상송과 함께 벌떡 일어나세요
- 살맛나는 세상 - 세상의 아름다운 이야기들을 편안한 음악과 함께 전해드립니다
- 명작 극장 - 영화속 명장면, 명대사와 함께 멋진 아침을 맞이해 보세요
- 군인 친구를 소개합니다 - 훈련소 입소를 앞두고 친구들이 전하는 긍정 메시지! 아침에 함께 하시면서 훈련병을 같이 응원해주세요

| KFN 라디오 평일 프로그램 |                              |                          |
| 이전                     | 처음듣는 라디오 양일웅입니다 | 다음                     |
| 논스톱 뮤직              | 처음듣는 라디오 양일웅입니다 | 이달의 독립운동가        |
| 새벽 1시 ~ 오전 6시      | 오전 6시 ~ 오전 6시 55분     | 오전 6시 55분 ~ 오전 7시 |
|                          |                              |                          |